# Karel Klun
Karel Klun (15. října 1841 Prigorica – 8. července 1896 Budapešť) byl rakouský římskokatolický duchovní a politik slovinské národnosti, v 2. polovině 19. století poslanec Říšské rady z Kraňska.

## Biografie
Studoval gymnázium v Lublani v letech 1854–1861 a pak bohoslovectví v Lublani. Na kněze byl vysvěcen 30. července 1865. Působil pak jako kaplan v Gorje poblíž Bledu a od roku 1867 jako vikář a kazatel v katedrálním chrámu v Lublani. Byl aktivní veřejně a politicky. Roku 1873 inicioval vznik konzervativního listu Slovenec. V letech 1867–1868 byl zvolen do obecní rady v Lublani, ale následovalo přeložení na post vikáře v kraňském Zagorje. Tuto akci měl iniciovat lublaňský německý starosta Anton Laschan nebo lidé z vedení zemské správy (Widmann). Klun své faktické vystěhování z kraňské metropole odmítal. Byl suspendován na vlastní žádost. V roce 1876 mu baron Rauber přidělil beneficium při lublaňském chrámu. To odmítalo místodržitelství a tak byl investován až v červenci 1879. Od roku 1884 byl kanovníkem.
Zasedal na Kraňském zemském sněmu, kde v letech 1877–1895 zastupoval kurii venkovských obcí, obvod Kranj, Tržič, Škofja Loka a pak v letech 1895–1896 obvod Kočevje, Ribnica, Velike Lašče. Byl členem slovinských národních a katolických spolků. Jako přesvedčený katolík odmítal liberální tendence, které od počátku 70. let šířili mladoslovinci. Když došlo v roce 1892 k rozpadu slovinského poslaneckého Národního klubu na zemském sněmu, podílel se na ustavení Národního katolického klubu.
Působil také jako poslanec Říšské rady (celostátního parlamentu Předlitavska), kam nastoupil ve volbách roku 1879 za kurii venkovských obcí v Kraňsku, obvod Lublaň, Litija, Ribnica atd. Mandát obhájil ve volbách roku 1885 a volbách roku 1891. Poslancem byl až do své smrti roku 1896. Ve volebním období 1879–1885 se uvádí jako Karl Klun, kanovník, bytem Lublaň.
V roce 1879 se uvádí jako slovinský národní poslanec. Přistoupil ke konzervativnímu Hohenwartově klubu. V tomto poslaneckém klubu zasedl i po volbách roku 1885 a setrval v něm do konce svého parlamentního působení. V roce 1888 vyjednával s Karlem von Hohenwartem o vstupu německých liberálů (tzv. Ústavní strana) do vlády, protože Český klub se kvůli rozporům mezi staročechy a mladočechy rozpadal a vláda ztrácela v parlamentu většinu. S případným vstupem německých liberálů do vlády Klun souhlasil při dostatečných garancích splnění slovinských kulturních požadavků.
Zemřel v červenci 1896.